# تورتا
تورتا (به لاتین: Tureta) یک سکونتگاه مسکونی در نیجریه است که در ایالت سوکوتو واقع شده‌است.

## خصوصیات
تورتا ۲٬۳۸۳ کیلومترمربع مساحت و ۶۸٬۳۷۰ نفر جمعیت دارد.